# Seznam libanonskih polkov
Seznam libanonskih polkov.

## Seznam
- komandoški polk (Libanon)
- pomorski komandoški polk (Libanon)
- 1. artilerijski polk (Libanon)
- 2. artilerijski polk (Libanon)
- zračnoprevozni polk (Libanon)
- samostojni delovni polk (Libanon)